# Agrupació Valencianista Escolar
Agrupació Valencianista Escolar fou una entitat fundada el 1932 per estudiants valencianistes, que desenvolupà activitats culturals fins al 1936 i que va mantenir lligams actius amb la Federació Nacional d'Estudiants de Catalunya (FNEC). Organitzà els cursos de la Universitat Popular Valencianista, on es feien classes de llengua i literatura, i d'història i geografia del País Valencià. Tenia un tarannà primordialment universitari, propugnava l'autonomia de la universitat valenciana i rebutjà el sistema universitari vigent aleshores.
Tot i que volia ser apolítica, feu costat en diverses ocasions a la Federació Universitària Espanyola, enfront de les tendències de les agrupacions d'estudiants de dreta. Dissolta després de la guerra civil espanyola, després del 1939 es produïren alguns intents de refer-la que no van tenir gaire ressò.